# Feng shui

Fēngshuǐ (în chineză simplificată).

Feng Shui (風水 pinyin : fēng shuǐ, literalmente "vântul și apa") este un ansamblu de principii de geomanție, care afirmă că formele și mediul ambiant pot influența principiul qi (氣气, pinyin : qì = suflu). Scopul este realizarea armoniei locurilor în care oamenii trăiesc, prin analiza fluxurilor de energie din mediul înconjurător (qi). Bazându-se pe teoria celor 5 elemente (pământ, metal, apă, lemn, foc) și pe principiile yin și yang expertul feng-shui încearcă să reechilibreze forțele care se manifestă local pentru a ameliora, sănătatea, prosperitatea și comportamentul persoanelor.
Un qi pozitiv aduce noroc, un qi negativ aduce nenorocire. Cele patru centre de interes majore din feng shui sunt : bogăția, fericirea, longevitatea și copii sănătoși.
Primele vestigii atestând utilizarea feng shui datează din secolul al III-lea d.Hr.

## Istorie
Știința Feng Shui este considerată ca având izvorul în strânsă dependență a poporului chinez față de pământ, recoltă și climă. Bunăstarea era inseparabilă de productivitatea pământului și de schimbarea anotimpurilor. Feng Shui a fost, de asemenea, utilizat pentru ghicirea locurilor potrivite pentru cimitire, pentru că se credea că averile celor în viață erau profund influențate de bunăstarea strămoșilor. Dacă cimitirele erau amplasate în văi întunecoase sau în locuri expuse, spiritele celor morți ar fi putut fi neliniștite și, pe rând, rudele în viață ar fi putut trece prin nenorociri sau ar fi putut avea o sănătate șubredă.
Feng Shui a fost practicat de cel puțin 3 000 de ani, deși simbolurile și filosofia care le include sunt mai recente. Majoritatea materialelor scrise în perioada de început a Feng Shui nu au supraviețuit, deși există două cărți care au influențat maeștrii Feng Shui, respectiv Cartea Îngropăciunii scrisă de Guo Pu și Casa clasică a Împăratului Galben, care datează din sec. al IV-lea d. Hr. și, respectiv, sec. al V -lea d. Hr. Practicarea Feng Shui a continuat să înflorească de-a lungul secolelor în China. 
Filosofia taoistă consideră că omul este o copie în miniatură a Universului, adică ceea ce este sus în Cer, se găsește și jos, pe Pământ. De aceea, mișcarea energiei Qi este importantă în armonizarea omului cu natura.
De-a lungul timpului, prin studii și practică, specialiștii feng shui au generat o serie de principii și reguli feng shui cu ajutorul cărora ei susțin că (dacă sunt aplicate corect), se obțin îmbunătățiri reale în viața oamenilor. Chinezii cred că datorită metodelor feng shui, China a cunoscut cea mai înfloritoare dezvoltare, descrisă în textele istorice ca „perioada de aur”, în timpul dinastiei Tang.YIN si YANG  simbolizează două puteri egale.

## Luo Pan
Cel mai popular instrument de măsură utilizat în feng shui este numit Luo Pan sau busola feng shui. Cu ajutorul Luo Pan-ului practicanții feng shui determină poziția unor obiecte, clădiri sau a unei persoane față de punctele cardinale și stabilesc cum se mișcă energia Qi printr-un spațiu sau prin corpul omenesc. Luo Pan, busola feng shui, a fost inventată în anul 2700 î.e.n. și este folosită de practicanții feng shui pentru a determina cele 8 puncte cardinale principale a câte 45 grade fiecare și cele 24 de direcții (munți) a câte 15 grade fiecare. Soarele traversează în aproximativ 15.2 zile o perioadă solară, conform cu Calendarul lunisolar, Xia (Hsia). Deoarece pe busola Luopan sunt 360 de grade și există aproximativ 365.25 zile într-un an solar, fiecare grad de pe Luopan reprezintă aproximativ o zi terestră. Acul Luo Pan-ului indică Sudul, spre deosebire de busola occidentală care indică Nordul, dar acest lucru nu modifică cu nimic modul în care se aplică formulele feng shui în occident. Luo Pan-ul este folosit pentru a determina distribuția și fluxul Qi-ului.

## Yin și Yang
În filosofia Taoistă, Yin și Yang sunt două tipuri de energie complementară ce compun universul și toate elementele acestuia. Energia Qi originară, lipsită de polaritate, se divide conform cu teoria dualității în energie feminină - Yin și energie masculină - Yang. Femininul și masculinul nu pot exista unul fără altul și din dorința de a se contopi întră într-o mișcare centrifugă  ilustrată prin simbolul, Tao. Mișcarea energiei de la Yang la Yin generează cele 5 elemente din care derivă toate obiectele, formele și fenomenele din natură.
Yin și Yang apar în natură în diferite proporții, dar nu pot exista unul fără altul. Caracteristicile lui Yin și Yang sunt folosite pentru a explica comportamentul și natura umană. Principiile feng shui susțin că nu se poate ajunge la un echilibru între om și spațiile pe care acesta le folosește decât dacă aceste două forțe nu sunt în echilibru.
Acasă sau la locul de muncă, este de preferat ca energia de tip Yang să predomine în defavoarea celei Yin. În acest fel, norocul, vitalitatea și abundența își fac apariția în viața celor care folosesc elementele feng shui pentru amenajarea spațiilor.
Mișcarea continuă a energiei Qi de la Yin la Yang și de la Yang la Yin, dă naștere teoriei celor 5 elemente din natură (Lemn, Foc, Pământ, Metal, Apă), care reprezintă un principiu fundamental în Feng Shui.
Atribute Yin și Yang:
| Yin                            | Yang                                                   |
| feminin                        | masculin                                               |
| luna                           | soare                                                  |
| ploaie                         | secetă                                                 |
| întuneric                      | lumină                                                 |
| pasiv                          | activ                                                  |
| iarna                          | vara                                                   |
| câmpie                         | munte                                                  |
| negru                          | alb                                                    |
| noapte                         | zi                                                     |
| liniște                        | gălăgie                                                |
| rinichi, inimă, ficat, plămâni | vezici: urinară și biliară, intestine: subțire și gros |
| conservator                    | inovativ                                               |
| timid                          | curajos                                                |
| nord                           | sud                                                    |

## Feng Shui Tradițional
Feng Shui Tradițional se bazează și folosește tehnici și metode din textele clasice despre Feng Shui, cum ar fi Green Satchel Classics 青囊經 (Qing Nang Jing), Earth Discern Study Truth 地理辨正 (Di Li Bian Zhen), Purple White Scripts 紫白訣 (Zi Bai Jue), Earth Entering Eye 入地 眼 (Ru Di Yan) și Snow Heart Classics 雪心賦 (Xue Xin Fu) pentru a numi câteva. Feng Shui Tradițional este termenul folosit pentru a cuprinde atât San He (三合), cât și San Yuan (三元) Feng Shui, cele două școli originale ale Feng Shui.
Feng Shui nu mai este aceeași artă în care a fost acum 2000 de ani, când a fost cunoscut sub numele de Kan Yu (堪輿) și a fost folosit mai ales pentru a selecta terenurile de înmormântare.
Feng Shui a evoluat. Astăzi, dacă vizitați secțiunea Feng Shui a unei librării (uneori etichetată drept „alternativă” sau „Filosofia Orientului Îndepărtat”), veți găsi cărți despre orice, de la terapie cu cristale până la amenajări interioare până la curățarea spațiului. Așadar, vedeți, întrebarea „Ce este Feng Shui” este de fapt destul de greu de răspuns.

### Școala Formelor - Ti Li
Școala Formelor este cea mai veche școală de feng shui și a fost inițial folosită în feng shui-ul Caselor Yin, pentru a poziționa mormintele într-un mod menit să aducă beneficii materiale și spirituale urmașilor. În prezent, teoria Școlii Formelor este folosită în practica feng shui pentru casele Yang, adică pentru clădirile în care locuiesc oamenii în timpul vieții.
Prin formă, în feng shui se înțelege conturul mediului înconjurător: munți, dealuri, direcția și forma curgerilor de apă, relieful câmpiilor, toate fiind sub directa acțiune a vântului (feng) și a apei (shui). Școala Formelor se bazează pe conceptul yin-yang, pe teoria celor 5 elemente (Wu Xing: apă, lemn, foc, pământ, metal) și pe conceptul celor 5 animale celeste: phoenixul roșu, dragonul verde, tigrul alb, țestoasa neagră și șarpele galben, care se interpretează în mod simbolic.
Cel mai important simbol al Școlii Formelor este magicul Dragon verde. Maestrul Yang, fondatorul Școlii Formelor susține că, acolo unde există un dragon (yang) trebuie să existe și un tigru (yin), în caz contrar se acumulează energie negativă care aduce ghinion. Scopul aplicării metodei din Școala Formelor este de a găsi sau de a crea locuri cu energie pozitivă – Qi.
Școala Formelor, fiind bazată pe intuiție și observare cu ochiul liber, dă nașterii artei în feng shui. Pentru a completa fundamentul teoriei feng shui și a crea partea sa științifică, maeștrii au pus la punct și formule speciale care au ca punct de pornire citirea corectă a punctelor cardinale cu ajutorul busolei, de aici și denumirea de Școala Busolei.

### Școala Busolei - Liiqi Pai
Școala Busolei a luat naștere după apariția Școlii Formelor și cuprinde tehnici de calcul bazate pe cele 8 direcții cardinale care au fiecare o energie Qi unică. Fiecare direcție se determină precis cu ajutorul busolei Luo Pan. Școala Busolei folosește pe lângă formule de calcul și simboluri din Yi-Jing (cele 8 trigrame) care formează Ba Gua.
În amenajarea dormitorului, biroului și a camerelor importante din locuință sau de la muncă, se ține cont de principiile Școlii Busolei (formule), de data nașterii ocupanților și de orientarea clădirilor care se determină cu ajutorul busolei Luo Pan. În lipsa unei busole Luopan, se poate folosi o busolă magnetică.
Scopul în Școala Busolei este de a decora interiorul și exteriorul clădirilor, de a determina care sunt locurile dintr-o clădire care au energie pozitivă, de a plasa anumite simboluri feng shui astfel încât norocul în familie și la lucru să sporească. Școala Busolei are în prezent mai multe ramuri, care cuprind: Formula Stelelor Zburătoare, Formula celor 8 palate - Ba Zhai, Formula Porții Dragonului, Formula ascensiunii dragonului, Metoda Dragonului apei etc.

## Feng Shui contemporan
În prezent, metodele feng shui sunt folosite de:
- Persoanele preocupate de traiul armonios, întemeierea unei familii și lucrul cu energia pozitivă
- Oameni de afaceri care pun accentul pe atragerea prosperității și a relațiilor de bună înțelegere
- Designeri și arhitecți care doresc să creeze spații confortabile în care oamenii să se simtă bine, să prospere și să-si păstreze sănătatea
- Ecologiști care doresc să păstreze un mediu înconjurător natural, fără să perturbe echilibrul elementelor în natură
- Arheologi preocupați de descifrarea misterelor descoperite în siturile istorice.

## Feng Shui în România
În România, din ce în ce mai multe persoane apelează la serviciile oferite de consultați Feng Shui, reușind să treacă de barierele culturale și religioase, fiind impulsionați de rezultatele oamenilor de afaceri din China, Singapore, Hong Kong, USA (Donald Trump).
Principiile feng shui sunt considerate de bun simț de către români, mai ales pentru că ele își găsesc corespondentul și în tradiția autohtonă. De exemplu, românii consideră că dacă îți lași geanta/portofelul pe jos, vei pierde banii. La fel consideră și practicanții de feng shui care explică fenomenul folosind teoria celor 5 elemente:
- banii sunt reprezentați de elementul apă iar geanta/portofelul este casa banilor;
- pe jos, dacă lași geanta, este pământul ce reprezintă elementul care distruge apa.
Chiar și în România se vorbește adesea despre cum te simți într-un loc public, într-un apartament sau la locul de muncă. De cele mai multe ori, atunci când te simți bine, se spune că locul acela are o energie pozitivă. Dar, nu toți românii știu că energia pozitivă se poate transforma în energie negativă în timp, dacă nu sunt aplicate regulile feng shui.
Regulile feng shui descriu metode concrete de captare a energiei pozitive prin utilizarea zonelor cele mai favorabile din interiorul unui imobil, prin amplasarea strategică de exemplu a biroului, a dormitorului, a livingului și bucătăriei, prin utilizarea unor elemente naturale pentru activarea energiei pozitive și neutralizarea energiei negative, adică activatori și remedii precum vase cu apă, plante vii, obiecte din metal masiv, obiecte din piatră, lut sau marmură.
Cea mai renumită școlă de Feng Shui Tradițional în România este Academia Risvan Vlad Rusu, care urmează liniajul Maestrului Dato' Joey Yap din Malaezia, maestrul Risvan Vlad Rusu publicând de-a lungul timpului numeroase lucrări științifice de mare valoare, inclusiv un manual de Feng Shui Tradițional Arhivat în 7 iunie 2020, la Wayback Machine. în limba română.
În Feng Shui Tradițional nu sunt niciodată sugerate „produse” ca remedii. Această abordare nu face parte din Feng Shui clasic, ci este mai mult ceea ce se numește „New Age Feng Shui” sau „Pop Feng Shui”. Un consultant Feng Shui Tradițional nu va recomada niciodată anumite obiecte de decor (pagode, fântâni, oglinzi, rațe, pisici, dragoni etc.) sau culori.
Arta Feng shui
În Feng Shui Tradițional, metodele și tehnicile aplicate se bazează pe înțelegerea fluxului Qi-ului și cum afectează fluxul Qi-ului proprietatea ta, pe posibilitatea de a evalua formele de relief și caracteristicile de mediului înconjurător din exteriorul proprietății.
Tehnicile și metodele tradiționale au ca scop identificarea utilizării optime a Qi-ului, prin colectarea eficientă a Qi-ului pozitiv pe o proprietate și evitarea Sha Qi-ului (energii negative).
Cu toate acestea, chiar și în Feng Shui clasic, există mai multe sisteme, cu concepte diferite.
Unul dintre principalii promotori ai acestei practici este site-ul Feng Shui 4 Life, recunoscut drept lider în domeniul Feng Shui din România.